# Atysa sudiyana
Atysa sudiyana es un coleóptero de la familia Chrysomelidae.
Fue descrita científicamente por primera vez en 1936 por Maulik.